# Caunay
Caunay ist eine ehemalige französische Gemeinde mit 176 Einwohnern (Stand 1. Januar 2022) im Département Deux-Sèvres in der Region Nouvelle-Aquitaine (vor 2016 Poitou-Charentes). Sie gehörte zum Arrondissement Niort.
Der Erlass der Präfektin vom 16. Oktober 2024 legte mit Wirkung zum 1. Januar 2025 die Eingliederung von Caunay als Commune déléguée zusammen mit den früheren Gemeinden Sauzé-Vaussais, Montalembert, Pers und Pliboux zur Commune nouvelle Sauzé-entre-Bois fest.

## Geografie

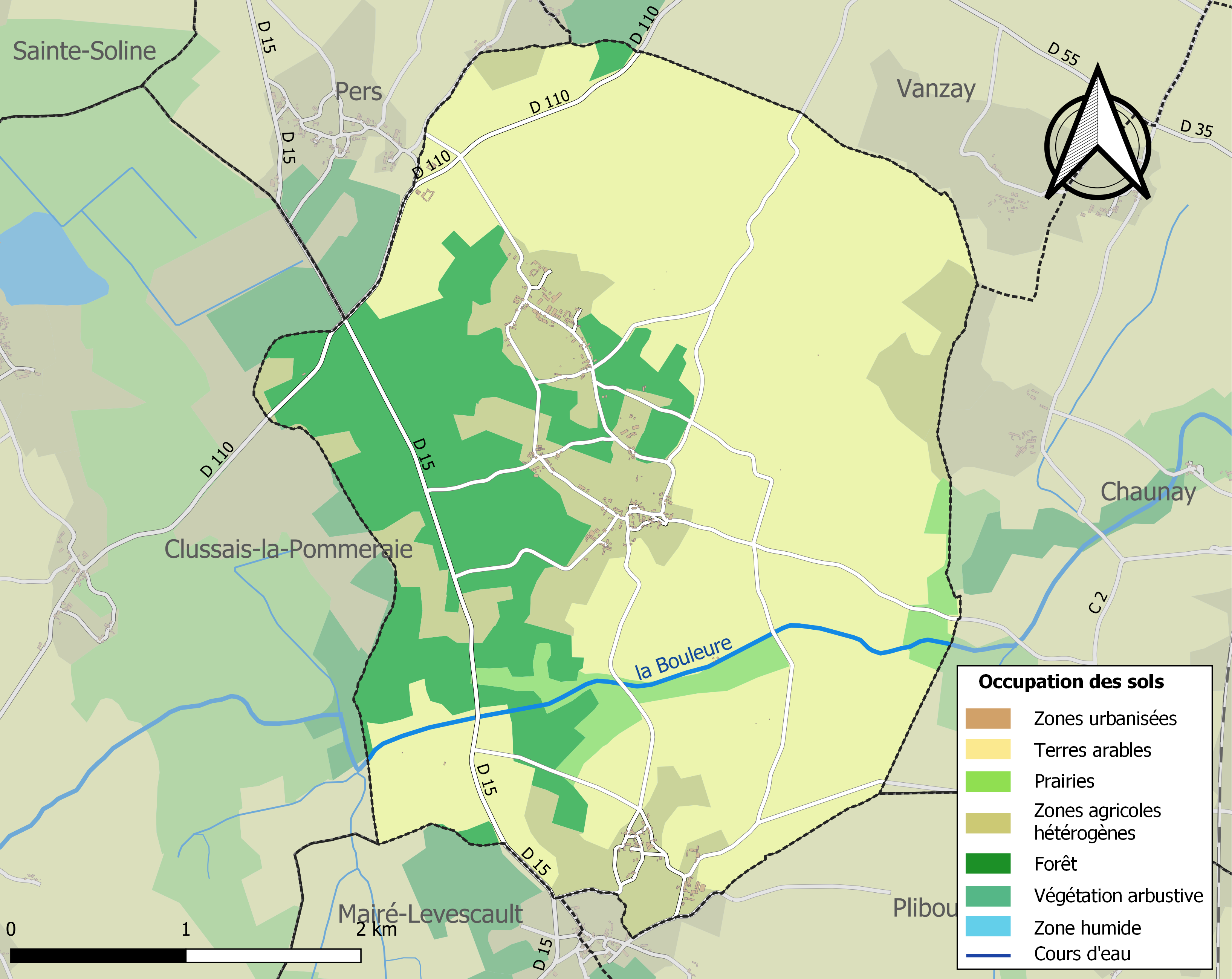
Bodennutzung, Hydrografie und Infrastruktur von Caunay (2018)

Caunay liegt etwa 45 Kilometer ostsüdöstlich von Niort, etwa 46 Kilometer südsüdwestlich von Poitiers und etwa 61 Kilometer nördlich von Angoulême an der Grenze zum benachbarten Département Vienne in der historischen Provinz des Poitou. Der Ort befindet sich im Einzugsgebiet der Loire und wird von der zeitweise trockenfallenden Bouleure entwässert, die sein Gebiet von West nach Ost durchquert. Das Zentrum befindet sich auf einer Höhe von etwa 138 m. Das Relief des Ortsgebiets ist flach bis leicht hügelig mit Höhen teilweise über 150 m. Die minimale Höhe von 117 m liegt im Osten beim Austritt der Bouleure aus dem Ortsgebiet.
Teile des Gebiets von Caunay gehören zum 24.450 Hektar großen Natura-2000-Schutzgebiet „Plaine de La Mothe-Saint-Héray-Lezay“ (FR5412022) und von zwei ZNIEFF-Naturzonen.
Rund 79 % der Fläche von Caunay werden landwirtschaftlich, hauptsächlich als Kulturboden genutzt, etwa 21 % sind bewaldet, insbesondere im westlichen Ortsgebiet (Stand: 2018).
Umgeben wird Caunay von der Commune déléguée Pers im Nordwesten und Norden, den Nachbargemeinden Vanzay im Norden und Chaunay (Département Vienne) im Osten, von der Commune déléguée Pliboux im Südosten und Süden, sowie von den Nachbargemeinden Mairé-Levescault im Süden und Clussais-la-Pommeraie im Westen.

## Bevölkerungsentwicklung

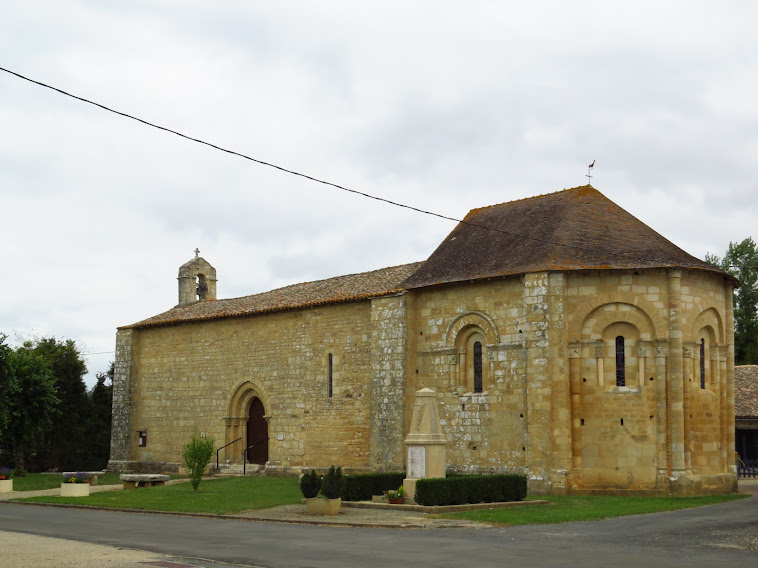
Kirche Saint-Pierre-aux-Liens

| Jahr                       | 1962 | 1968 | 1975 | 1982 | 1990 | 1999 | 2006 | 2013 | 2020 |
| -------------------------- | ---- | ---- | ---- | ---- | ---- | ---- | ---- | ---- | ---- |
| Einwohner                  | 223  | 221  | 206  | 191  | 190  | 173  | 158  | 176  | 177  |
| Quellen: Cassini und INSEE |      |      |      |      |      |      |      |      |      |

## Sehenswürdigkeiten
- Kirche Saint-Pierre-aux-Liens